# École d'ingénieurs en géophysique de Strasbourg
 (mai 2013).
Si vous disposez d'ouvrages ou d'articles de référence ou si vous connaissez des sites web de qualité traitant du thème abordé ici, merci de compléter l'article en donnant les références utiles à sa vérifiabilité et en les liant à la section « Notes et références ».
L'École d'ingénieurs en géophysique de Strasbourg est une école d'ingénieurs française dédiée à la géophysique. Créée en 1920 sous le nom d'École et observatoire des sciences de la Terre, l'établissement est basé à Strasbourg, en Alsace
École interne à l'université de Strasbourg, elle délivre le diplôme d'ingénieur de l'EOST, reconnu par la Commission des titres d'ingénieur. 

## Formation
La formation des élèves ingénieurs est basée sur l'étude approfondie des méthodes géophysiques, du milieu géologique et des outils informatiques et mathématiques pour le traitement et l'interprétation des données. 
On peut y être en première année à la suite d'un concours ou sur dossier en première année ou deuxième année pour les titulaires d'un niveau universitaire équivalent en sciences à dominante mathématiques, physique, ou sciences de la terre.

## Débouchés
Les ingénieurs diplômés ont vocation à exercer dans les entreprises et organismes concernés par la reconnaissance du sous-sol et la compréhension des processus géologiques pour :
- La recherche et l'exploitation des ressources souterraines (hydrocarbures, eau, minerais)
- La maitrise de l'environnement géologique (risques naturels, pollutions, stockages, géotechnique)
- La connaissance et la surveillance de la planète (terre, océan, espace)

## Pédagogie
Une trentaine d'enseignants-chercheurs de l'EOST, de nombreux enseignants extérieurs, des conférenciers et maîtres de stage venant de l'industrie participent à la formation des élèves ingénieurs.
Trois salles informatiques, une bibliothèque, une salle de travaux pratiques de géophysique, des salles de travail et de détente sont à la disposition des élèves. Un parc de matériel de prospection géophysique est utilisé lors des sorties de terrain.
Les élèves ont accès aux laboratoires de recherche et aux observatoires dans le cadre de projets individuels. 

## Vie associative
L'École compte deux associations d'élèves dont un « Bureau des Élèves » et une association d'anciens élèves, Géophyse. La Strasbourg University Geophysical Society est la section française de la Society of Exploration Geophysicists. Elle a pour but d'informer les élèves ingénieurs sur le monde de la géophysique pour faciliter leur insertion professionnelle. Elle organise des visites de sites, des sorties de terrain, des conférences. Elle organise également chaque année la participation de l'école au congrès européen EAGE.